# František Sadílek (politik)
František Sadílek (anglicky Frank J. Sadilek, 1. prosince 1851 Ledeč nad Sázavou – 24. března 1933 Wilber, Nebraska) byl česko-americký politik, podnikatel, bankéř, divadelní ochotník, novinář a přispěvatel prvních krajanských periodik v USA, a spolkový činovník (mj. Sokol). Podílel se na organizaci českého krajanského života v USA, především pak ve státě Nebraska.

## Život

### Mládí
Narodil se v Ledči nad Sázavou v Posázaví do české rodiny majitele zdejšího hostince. Ten byl místem konání raných divadelních představení ve městě a František zde již v raném věku získal vřelý vztah k ochotnickému divadlu.

### V USA
V roce 1868 odešel se svými rodiči do Spojených států, rodina se posléze usadila v Chicagu, městě, kde působila početná česko-americká komunita. Spolu se svými rodiči byl počas zaměstnán v dílně na výrobu kočárů. Působil mj. jako člen českého ochotnického spolku, též byl členem místní jednoty Sokola.

### V Nebrasce
Roku 1875 odešel do Omahy ve státě Nebraska, kde ve spolupráci s novinářem a spolkovým činitelem F. B. Zdrůbkem pomáhal ve české komunitě s budováním ochotnického spolku. Roku 1876 se pak vrátil do Chcaga, kde se téhož roku oženil a se svou ženou pak roku 1877 společně odešli do Omahy. Odtud roku 1878 po několika letech se však natrvalo přestěhoval do města Wilber v Nebrasce, kde si následně zřídil sedlářskou a řemenářskou živnost. Byl činný v budování české komunity ve městě: členem krajanských spolků, spoluzakladatelem wilberského Sokola či aktivním ochotníkem.
Vstoupil do veřejného života a roku 1883 byl zvolen poslancem Sněmovny reprezentantů státu Nebraska za Antimonopolní stranu. Roku 1896 figuroval také v pozici volitele za svůj domovský stát při prezidentských volbách. Angažoval se rovněž ve finančnictví a byl ředitelem banky ve Wilberu.

### Ludvíkova kočovná společnost
Roku 1892 se stal hlavním americkým organizátorem výjezdu profesionální české divadelní společnosti Františka Ludvíka do Spojených států u příležitosti Světové výstavy v Chicagu. Zde měl soubor účinkovat pro publikum z početné česko-americké komunity, koncentrované především právě v Chicagu. Sadílek souboru zprostředkoval půjčkou 5 000 dolarů pro uhrazení nákladů, kterou mu pak divadelníci svými výdělky splatili. Soubor v počtu dvaadvaceti členů vyrazil na cestu z Roudnice nad Labem 5. března a přes Brémy vyplul 8. března na parníku Amerika přes Atlantský oceán, až 20. března dorazil do New Yorku. Čeští herci zde bylo krajany náležitě uvítáni. První představení, Preissové Gazdina roba, bylo sehráno 26. března 1893 před vyprodaným hledištěm newyorské Center Opera House. Soubor se pak setkal s výrazným komerčním úspěchem a po dalších představeních v Baltimoru, Pittsburghu a Detroitu dorazil až do Chicaga, kde pak začal působit. Krátce po ukončení turné, 20. srpna 1893, secvičil soubor ve spolupráci s pěveckým sborem Lyra americkou premiéru Smetanovy Prodané nevěsty. Téhož roku bylo rozhodnuto o zřízení stálé divadelní scény pro potřeby společnosti, s názvem První stálá českoslovanská divadelní společnost, sídlící v Chicagu.
Podporoval vznik samostatného Československa. S přibývajícím věkem se stal často zvaným řečníkem na krajanské pohřby. Roku 1929 se též zúčastnil odhalení pomníku českým osadníkum v Nebrasce.

### Úmrtí
František Sadílek zemřel 24. března 1933 ve Wilberu ve věku 81 let. Pohřben byl v rodinném hrobě na zdejším krajanském hřbitově Wilber Czech Cemetery.

### Rodinný život
Roku 1876 se v Chicagu oženil s Terezou Jurkovou, Čechoameričankou přistěhovalou do Chicaga. Společně počali několik dětí. Dcera Olga Šťastná-Sadílková se stala jednou z prvních žen českého původu absolvujících ve Spojených státech medicínu a posléze se prostřednictvím spolkových organizací zasazovala o rovnoprávnost mezi lékaři a lékařkami. Absolvovala rovněž několik zdravotnických misí v Evropě a během 20. let 20. století po několik let pobývala v Československu.